# Cleome oxyphylla
Cleome oxyphylla är en paradisblomsterväxtart som beskrevs av William John Burchell. Cleome oxyphylla ingår i släktet paradisblomstersläktet, och familjen paradisblomsterväxter. Utöver nominatformen finns också underarten C. o. robusta.